# Destiny Fulfilled 2005 Tour Edition
Destiny Fulfilled 2005 Tour Edition – specjalna edycja ostatniej płyty amerykańskiego tria Destiny’s Child pt. Destiny Fulfilled z dodatkowym DVD, na którym znajduje się wywiad, teledyski do „Lose My Breath”, „Soldier” i „Girl” oraz trzy nagrania koncertowe z DVD „World Tour”.

## Lista utworów
CD:
1. „Lose My Breath”
2. „Soldier” (featuring T.I. & Lil Wayne)
3. „Cater 2 U”
4. „T-Shirt”
5. „Is She The Reason”
6. „Girl”
7. „Bad Habit”
8. „If”
9. „Free”
10. „Through With Love”
11. „Love”
12. „Game Over” (utwór dodatkowy)

DVD:
1. Exclusive Interview Footage
2. „Lose My Breath” (Teledysk)
3. „Soldier” (Teledysk)
4. „Girl” (Teledysk)
5. „Independent Women Part I” (Na żywo)
6. „Say My Name” (Na żywo)
7. „Survivor” (Na żywo)